# Klára Pavlišová
Klára Pavlišová es una deportista checa que compite en vela en la clase Tornado. Ganó dos medallas en el Campeonato Europeo de Tornado, oro en 2022 y plata en 2024.

## Palmarés internacional
| Campeonato Europeo | Campeonato Europeo  | Campeonato Europeo | Campeonato Europeo |
| Año                | Lugar               | Medalla            | Clase              |
| ------------------ | ------------------- | ------------------ | ------------------ |
| 2022               | Cesenatico (Italia) | Medalla de oro     | Tornado            |
| 2024               | Quiberon (Francia)  | Medalla de plata   | Tornado            |